# Horní Borek
Horní Borek je malá vesnice, část obce Červený Újezd v okrese Benešov. Nachází se asi 2,5 km na severovýchod od Červeného Újezdu. Prochází tudy železniční trať Benešov u Prahy - České Budějovice. V roce 2009 zde bylo evidováno 49 adres.
Horní Borek je také název katastrálního území o rozloze 6,25 km². V katastrálním území Horní Borek leží i Třetužel.

## Historie
První písemná zmínka o vesnici pochází z roku 1318.

## Další fotografie

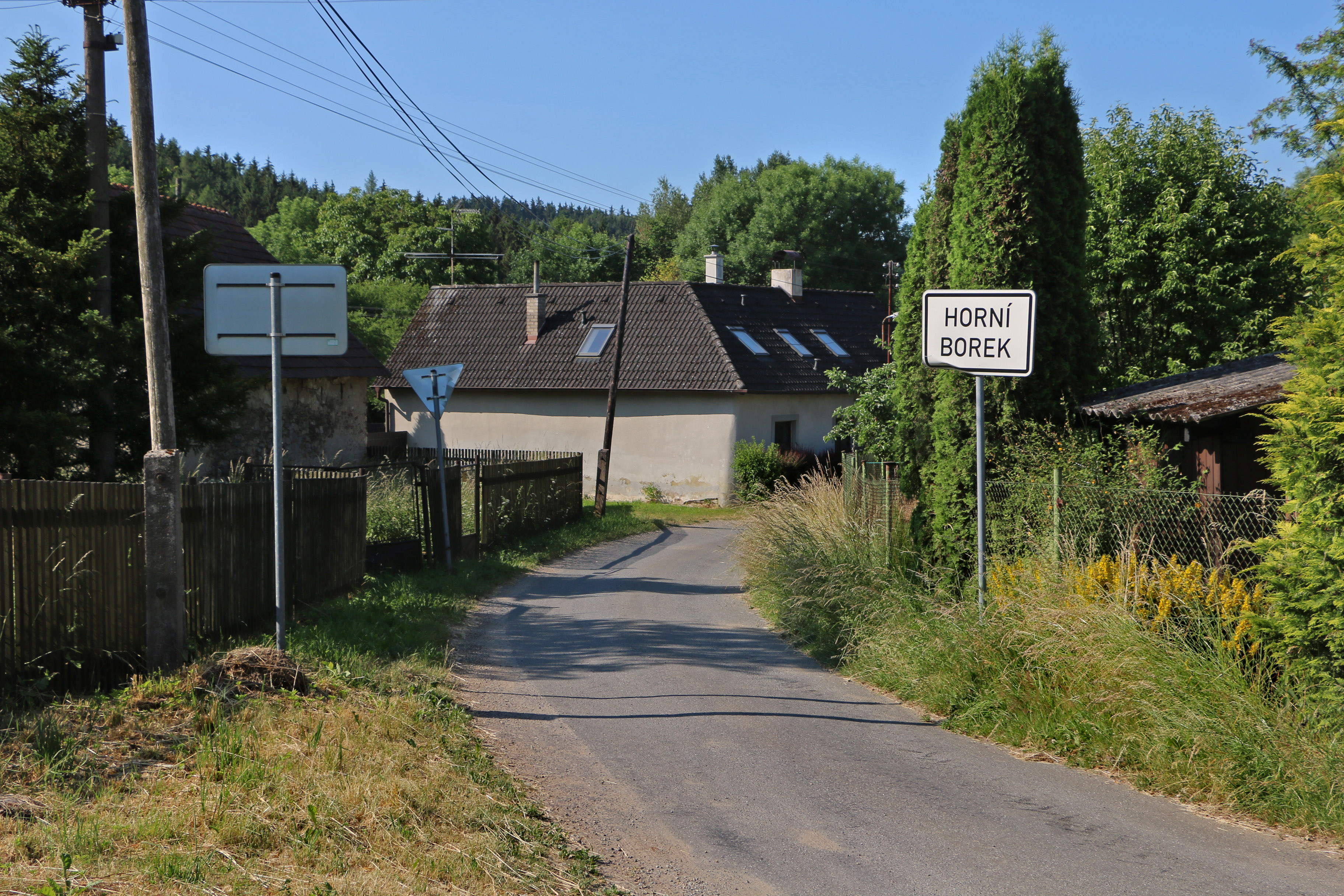
Příjezd od severu
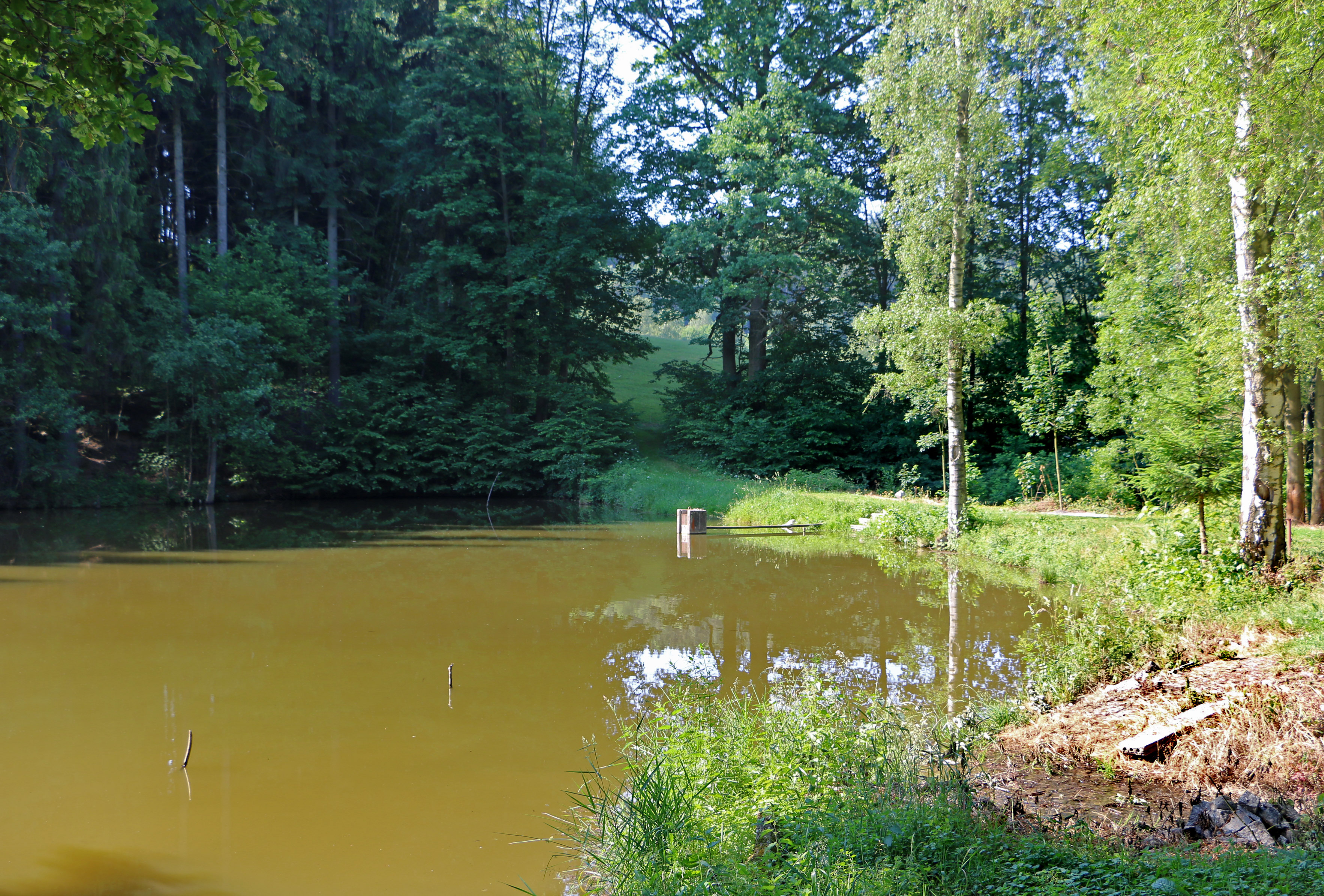
Rybník nad vesnicí
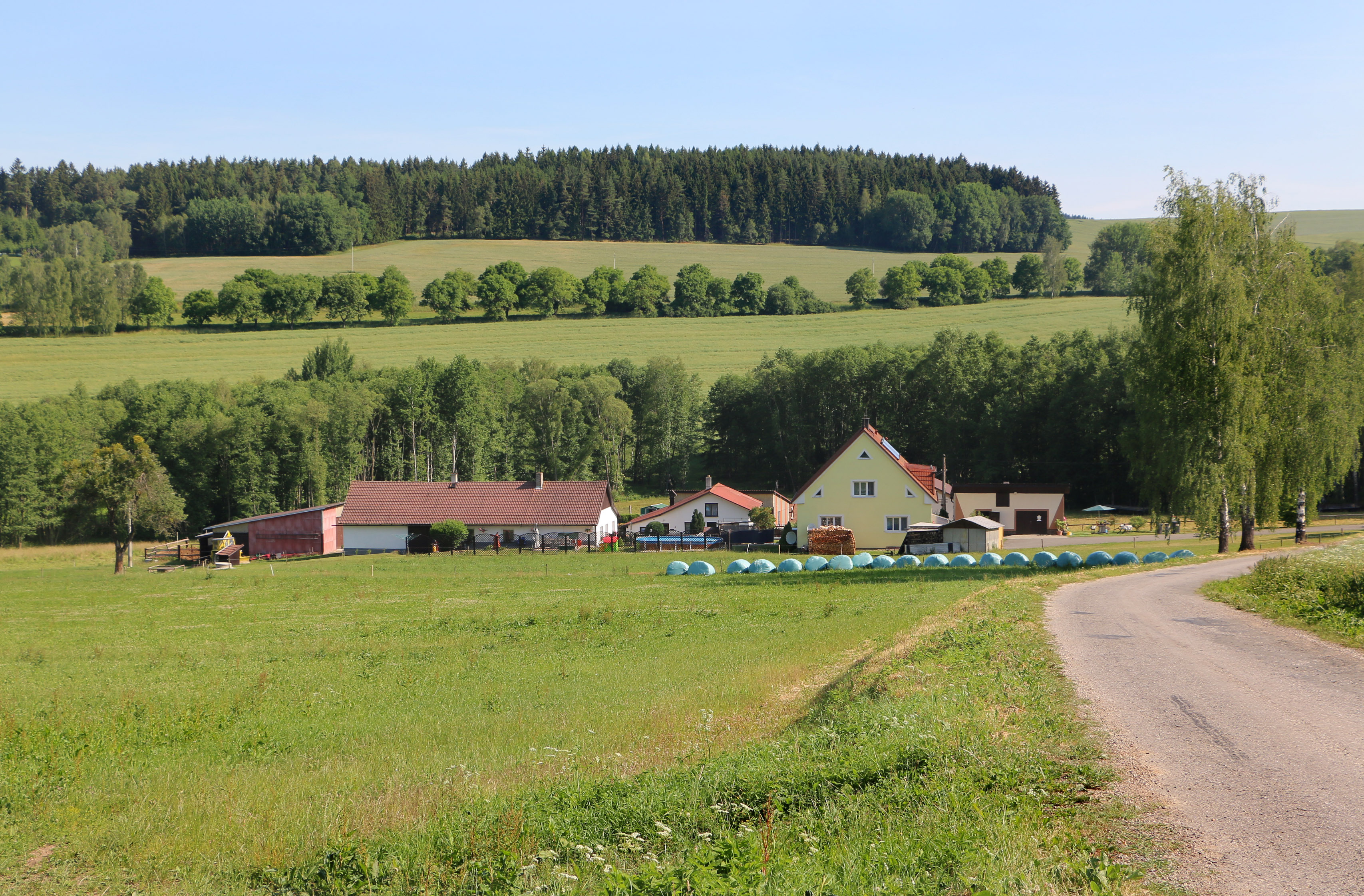
Osada U Kubátů